# Wit-Rusland op de Olympische Winterspelen 2018
Wit-Rusland was een van de deelnemende landen aan de Olympische Winterspelen 2018 in Pyeongchang, Zuid-Korea.

## Medailleoverzicht
| Sport          | Olympiër                                                             | Onderdeel      | Medaille |
| -------------- | -------------------------------------------------------------------- | -------------- | -------- |
| Biatlon        | Dzinara Alimbekava Darja Domratsjeva Irina Krjoeko Nadezjda Skardino | estafette (v)  | Goud     |
| Freestyleskiën | Hanna Hoeskova                                                       | aerials (v)    | Goud     |
| Biatlon        | Darja Domratsjeva                                                    | massastart (v) | Zilver   |

## Deelnemers en resultaten
(m) = mannen, (v) = vrouwen 

### Alpineskiën
| Olympiër           | Onderdeel        | Resultaat | Prestatie                                                            |
| ------------------ | ---------------- | --------- | -------------------------------------------------------------------- |
| Joeri Danilotsjkin | combinatie (m)   | 34e       | afdaling: 1.22,78 (48e) slalom: 55,94 (35e) totaal: 2.18,72 (+12,20) |
| Joeri Danilotsjkin | afdaling (m)     | 44e       | 1.45,86 (+5,61)                                                      |
| Joeri Danilotsjkin | reuzenslalom (m) | 54e       | 1e run: 1.19,45 (64e) 2e run: 1.17,44 (53e) totaal: 2.36,89 (+18,85) |
| Joeri Danilotsjkin | slalom (m)       | 33e       | 1e run: 55,42 (41e) 2e run: 56,73 (32e) totaal: 1.52,15 (+13,16)     |
| Joeri Danilotsjkin | super g (m)      | 42e       | 1.30,13 (+5,69)                                                      |
|                    |                  |           |                                                                      |
| Maria Sjkanova     | reuzenslalom (v) | 38e       | 1e run: 1.18,17 (45e) 2e run: 1.14,16 (35e) totaal: 2.32,33 (+12,31) |
| Maria Sjkanova     | slalom (v)       | 28e       | 1e run: 52,50 (30e) 2e run: 51,71 (27e) totaal: 1.44,21 (+5,58)      |

### Biatlon
| Olympiër                                                                   | Onderdeel          | Resultaat | Prestatie                                                                                           |
| -------------------------------------------------------------------------- | ------------------ | --------- | --------------------------------------------------------------------------------------------------- |
| Sergej Botsjarnikov                                                        | individueel (m)    | 18e       | 50.25,3 (+2.21,5) pen.: 1 (0 + 0 + 0 + 1)                                                           |
| Sergej Botsjarnikov                                                        | sprint (m)         | 42e       | 25.20,9 (+1.42,1) pen.: 2 (1 + 1)                                                                   |
| Sergej Botsjarnikov                                                        | achtervolging (m)  | 37e       | 37.15,6 (+4.23,9) pen.: 6 (1 + 3 + 0 + 2)                                                           |
| Raman Jaliotnau                                                            | individueel (m)    | 52e       | 52.57,6 (+4.53,8) pen.: 5 (1 + 2 + 1 + 1)                                                           |
| Raman Jaliotnau                                                            | sprint (m)         | 71e       | 26.12,6 (+2.33,8) pen.: 6 (2 + 4)                                                                   |
| Anton Smolski                                                              | sprint (m)         | 35e       | 25.05,9 (+1.27,1) pen.: 1 (1 + 0)                                                                   |
| Anton Smolski                                                              | achtervolging (m)  | 33e       | 36.44,1 (+3.52,4) pen.: 3 (1 + 1 + 1 + 0)                                                           |
| Vladimir Tsjepelin                                                         | individueel (m)    | 30e       | 51.27,9 (+3.24,1) pen.: 3 (1 + 0 + 1 + 1)                                                           |
| Vladimir Tsjepelin                                                         | sprint (m)         | 34e       | 25.04,8 (+1.26,0) pen.: 2 (1 + 1)                                                                   |
| Vladimir Tsjepelin                                                         | achtervolging (m)  | 36e       | 37.04,6 (+4.12,9) pen.: 6 (0 + 0 + 3 + 3)                                                           |
| Maksim Varabei                                                             | individueel (m)    | 39e       | 52.01,3 (+3.57,5) pen.: 3 (0 + 2 + 0 + 1)                                                           |
| Anton Smolski Raman Jaliotnau Sergej Botsjarnikov Vladimir Tsjepelin       | estafette (m)      |           | 18.51,4 / 0+0 0+1 19.55,8 / 0+1 1+3 21.02,4 / 2+3 0+1 20.16,4 / 0+2 0+1 totaal: 1:20.06,0 / 2+6 1+6 |
|                                                                            |                    |           | |
| Dzinara Alimbekava                                                         | individueel (v)    | 56e       | 47.04,0 (+5.56,8) pen.: 4 (1 + 1 + 1 + 1)                                                           |
| Darja Domratsjeva                                                          | individueel (v)    | 27e       | 44.57,8 (+3.50,6) pen.: 4 (0 + 0 + 1 + 3)                                                           |
| Darja Domratsjeva                                                          | sprint (v)         | 9e        | 21.52,4 (+46,2) pen.: 2 (1 + 1)                                                                     |
| Darja Domratsjeva                                                          | achtervolging (v)  | 37e       | 34.26,8 (+3.51,5) pen.: 6 (0 + 1 + 1 + 4)                                                           |
| Darja Domratsjeva                                                          | massastart (v)     | Zilver    | 35.23,0 (0+0 1+0) (+18,8)                                                                           |
| Irina Krjoeko                                                              | individueel (v)    | 36e       | 45.26,0 (+4.18,8) pen.: 3 (0 + 2 + 0 + 1)                                                           |
| Irina Krjoeko                                                              | sprint (v)         | 17e       | 22.17,4 (+1.11,2) pen.: 1 (0 + 1)                                                                   |
| Irina Krjoeko                                                              | achtervolging (v)  | 17e       | 32.54,0 (+2.18,7) pen.: 2 (1 + 0 + 0 + 1)                                                           |
| Irina Krjoeko                                                              | massastart (v)     | 26e       | 39.04,0 (3+1 0+0) (+3.41,0)                                                                         |
| Nadzeja Pisareva                                                           | sprint (v)         | 52e       | 23.29,1 (+2.22,9) pen.: 2 (0 + 2)                                                                   |
| Nadzeja Pisareva                                                           | achtervolging (v)  | 44e       | 35.10,3 (+4.35,0) pen.: 3 (2 + 0 + 0 + 1)                                                           |
| Nadezjda Skardino                                                          | individueel (v)    | 10e       | 43.40,2 (+2.33,0) pen.: 1 (0 + 0 + 0 + 1)                                                           |
| Nadezjda Skardino                                                          | sprint (v)         | 36e       | 23.07,8 (+2.01,6) pen.: 3 (2 + 1)                                                                   |
| Nadezjda Skardino                                                          | achtervolging (v)  | 14e       | 32.42,7 (+2.07,4) pen.: 1 (0 + 0 + 1 + 0)                                                           |
| Nadezjda Skardino                                                          | massastart (v)     | 7e        | 36.10,9 (0+0 0+0) (+47,9)                                                                           |
| Nadezjda Skardino Irina Krjoeko Dzinara Alimbekava Darja Domratsjeva       | estafette (v)      | Goud      | 17.35,2 / 0+0 0+2 18.08,2 / 0+1 0+0 18.52,4 / 0+2 0+1 17.27,6 / 0+0 0+3 totaal: 1:20.03,4 / 0+3 0+6 |
|                                                                            |                    |           | |
| Nadezjda Skardino Darja Domratsjeva Sergej Botsjarnikov Vladimir Tsjepelin | gemengde estafette | 5e        | 16.10,7 / 0+0 0+0 16.10,5 / 0+0 0+1 18.29,8 / 0+1 0+0 18.38,8 / 0+1 0+0 totaal: 1:09.29,8 / 0+2 0+1 |

### Freestyleskiën
| Olympiër                | Onderdeel   | Resultaat    | Prestatie |
| ----------------------- | ----------- | ------------ | --- |
| Maksim Goestik          | aerials (m) | kwalificatie | kwalificatie-1: 92.92 pnt (18e) kwalificatie-2: 92.92 - 89.14 pnt (16e)                                                                           |
| Stanislav Hladchenko    | aerials (m) | 6e           | kwalificatie-1: 126.11 pnt (4e) finale-1: 123.01 pnt (5e) finale-2: 126.70 pnt (7e) finale-3: 92.61 pnt (6e)                                      |
| Anton Koesjnir          | aerials (m) | kwalificatie | kwalificatie-1: 120.80 pnt (11e) kwalificatie-2: 120.80 - 121.27 pnt (7e)                                                                         |
|                         |             |              | |
| Hanna Hoeskova          | aerials (v) | Goud         | kwalificatie-1: 100.45 pnt (2e) finale-1: 94.15 pnt (1e) finale-2: 85.05 pnt (4e) finale-3: 96.14 pnt (1e)                                        |
| Aleksandra Ramanoeskaja | aerials (v) | kwalificatie | kwalificatie-1: 38.85 pnt (24e) kwalificatie-2: 38.85 - 83.65 pnt (8e)                                                                            |
| Alla Tsoeper            | aerials (v) | 4e           | kwalificatie-1: 77.90 pnt (15e) kwalificatie-2: 77.90 - 99.37 pnt (1e) finale-1: 90.82 pnt (3e) finale-2: 84.00 pnt (5e) finale-3: 59.94 pnt (4e) |

### Langlaufen
| Olympiër                                                                      | Onderdeel             | Resultaat | Prestatie                                                 |
| ----------------------------------------------------------------------------- | --------------------- | --------- | --------------------------------------------------------- |
| Jury Astapenka                                                                | 15 km vrije stijl (m) | 55e       | 37.04,0 (+3.20,1)                                         |
| Jury Astapenka                                                                | 30 km skiatlon (m)    | 50e       | 1:23.12,5 (+6.52,5)                                       |
| Sergei Dolidovitsj                                                            | 30 km skiatlon (m)    | DNF       | niet gefinisht                                            |
| Michail Semenov                                                               | 15 km vrije stijl (m) | 40e       | 36.25,8 (+2.41,9)                                         |
| Michail Semenov                                                               | 30 km skiatlon (m)    | 44e       | 1:21.12,0 (+4.52,0)                                       |
| Michail Semenov                                                               | 50 km klassiek (m)    | 44e       | 2:22.51,2 (+14.29,1)                                      |
| Aliaksandr Voranau                                                            | sprint (m)            | 24e       | kwalificatie: 3.17,12 (+8,58) (27e) KF-3: 5e (+6,50)      |
| Aliaksandr Voranau                                                            | 15 km vrije stijl (m) | 73e       | 38.05,5 (+4.21,6)                                         |
| Jury Astapenka Michail Semenov                                                | teamsprint (m)        | HF        | halve finale-1: 16.32,31 (+33,47)                         |
|                                                                               |                       |           |                                                           |
| Valiantsina Kaminskaja                                                        | sprint (v)            | 47e       | kwalificatie: 3.32,80 (+24,06)                            |
| Valiantsina Kaminskaja                                                        | 10 km vrije stijl (v) | 70e       | 30.01,6 (+5.01,1)                                         |
| Valiantsina Kaminskaja                                                        | 30 km klassiek (v)    | 45e       | 1:42.03,2 (+19.45,6)                                      |
| Anastasia Kirillova                                                           | sprint (v)            | 40e       | kwalificatie: 3.28,98 (+20,24)                            |
| Polina Seronosova                                                             | sprint (v)            | 41e       | kwalificatie: 3.29,44 (+20,70)                            |
| Polina Seronosova                                                             | 10 km vrije stijl (v) | 48e       | 28.22,8 (+3.22,3)                                         |
| Polina Seronosova                                                             | 15 km skiatlon (v)    | 46e       | 45.34,9 (+4.50,0)                                         |
| Polina Seronosova                                                             | 30 km klassiek (v)    | 40e       | 1:39.36,0 (+14.29,1)                                      |
| Joelia Tichonova                                                              | sprint (v)            | 35e       | kwalificatie: 3.27,19 (+18,45)                            |
| Joelia Tichonova                                                              | 10 km vrije stijl (v) | 40e       | 28.07,0 (+3.06,5)                                         |
| Joelia Tichonova                                                              | 15 km skiatlon (v)    | 42e       | 44.57,1 (+4.12,2)                                         |
| Joelia Tichonova                                                              | 30 km klassiek (v)    | DNF       | niet gefinisht                                            |
| Polina Seronosova Joelia Tichonova                                            | teamsprint (v)        | HF        | have finale-1: 17.33,63 (+1.00,45)                        |
| Anastasia Kirillova Joelia Tichonova Polina Seronosova Valiantsina Kaminskaja | estafette (v)         | 14e       | 15.46,7 14.47,3 13.16,4 14.05,7 totaal: 57.56,1 (+6.31,8) |

### Schaatsen
| Olympiër            | Onderdeel      | Resultaat         | Prestatie                                    |
| ------------------- | -------------- | ----------------- | -------------------------------------------- |
| Ignat Golovatsioek  | 500 meter (m)  | 22e               | 35,23 (+0,82)                                |
| Ignat Golovatsioek  | 1000 meter (m) | 28e               | 1.10,141 (+2,19)                             |
| Vitali Michailau    | massastart (m) | 7e                | HF-2: 20 pnt; 3e finale: 1 pnt; 7e (7.53,38) |
|                     |                |                   |                                              |
| Tatsiana Michailava | massastart (v) | halve finale      | HF-2: 0 pnt; 11e (8.33,93)                   |
| Ksenija Sadouskaja  | 500 meter (v)  | 30e               | 39,64 (+2,70)                                |
| Marina Zoejeva      | 1500 meter (v) | gediskwalificeerd | gediskwalificeerd                            |
| Marina Zoejeva      | 3000 meter (v) | 11e               | 4.05,96 (+6,75)                              |
| Marina Zoejeva      | 5000 meter (v) | 7e                | 7.04,41 (+14,18)                             |
| Marina Zoejeva      | massastart (v) | 6e                | HF-1: 0 pnt; 8e (8.54,38) finale: 3 pnt; 6e  |

### Shorttrack
| Olympiër         | Onderdeel      | Resultaat | Prestatie             |
| ---------------- | -------------- | --------- | --------------------- |
| Maksim Siarheyeu | 1500 meter (m) | 28e       | Heat 4: 5e (2:15.242) |